# Amina Salum Ali

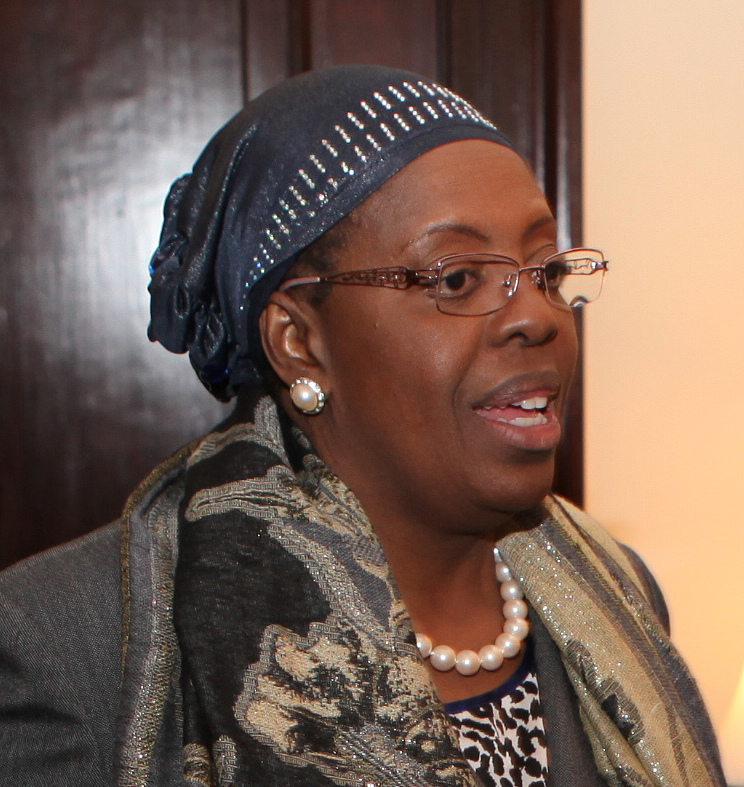
Amina Salum Ali

Amina Salum Ali (* 24. Oktober 1956 auf Sansibar, Tansania) ist Politikerin und Botschafterin der afrikanischen Union.

## Leben

### Bildung
Von 1962 bis 1969 besuchte Amina Salum Ali die Volksschule in Ng'ambo, danach die weiterführenden Schulen in Tumekuja (O-Level) und in Lumumba (A-Level). Ihr Wirtschaftsstudium schloss sie 1979 mit einem Bachelor und 1981 den Studiengang Marketing in der Betriebswirtschaftslehre mit einem Master an den Universitäten Delhi und Pune ab.

### Beruf
Ihre berufliche Laufbahn begann 1981 als Planungs-Assistentin in der Regierung von Sansibar, 1982 wurde sie Direktorin für Außenhandel im Handelsministerium von Sansibar. 1984 wechselte sie ins Finanzministerium, wo sie von 1985 bis 1988 stellvertretende Finanzministerin von Sansibar (Deputy Minister of Finance, Economy and Planning) war. Zwei Jahre später wurde sie Finanzministerin von Sansibar und im Jahr 2000 Mitglied der Planungskommission.
Am 13. April 2007 wurde sie zur Botschafterin der Afrikanischen Union in Washington, D.C. ernannt, wo am 25. Juli 2007 ihr Akkreditierungsschreiben entgegengenommen wurde.
Im Jahr 2016 kehrte sie in das Ministerium für Handel, Industrie und Marketing nach Sansibar zurück. 2021 wurde sie von Präsident Mwinyi zur Vorsitzenden des Statistischen Amtes von Sansibar ernannt.

### Politik
Amina Salum Ali ist Mitglied der Partei Chama Cha Mapinduzi (CCM). 2005 konnte sie sich nicht gegen John Magufuli als Präsidentschaftskandidatin durchsetzen.
Seit 1990 ist sie Mitglied des Repräsentantenhauses, von 2012 bis 2015 war sie auch Parlamentsmitglied.